# 中村歌昇 (4代目)
四代目 中村歌昇（よだいめ なかむら かしょう、1989年〈平成元年〉5月6日 - ）は、俳優、歌舞伎役者。屋号は播磨屋。定紋は揚羽蝶。歌舞伎名跡「中村歌昇」の当代。本名は小川 雄朗（おがわ たけお）。東京都出身。所属事務所はフロム・ファーストプロダクション。伯父に五代目中村歌六、従兄弟に五代目中村米吉が居る。
各種お稽古事は次の通り。 ①日本舞踊：三世藤間勘祖・八世藤間勘十郎、②長唄三味線：芳村伊十一郎、③鳴物：中井一夫、④義太夫節：竹本葵太夫、⑤清元節：清元志寿朗（※2010年当時）。
若手の歌舞伎役者仲間で趣味の「歌舞伎ダーツクラブ」を作っている。リーダーは、二代目中村勘太郎(のち六代目中村勘九郎）。メンバーは、四代目中村梅枝・二代目尾上松也・四代目中村種太郎（のち四代目中村歌昇）・中村壱太郎・坂東新悟など（※2010年当時）。

## 来歴
- 1989年（平成元年）5月　三代目中村歌昇（現・三代目中村又五郎）の長男として東京に生まれる。
- 1994年（平成6年）6月　歌舞伎座『道行旅路の嫁入』の旅の若者で四代目・中村種太郎を名乗って初舞台。
- 2011年（平成23年）9月　歌舞伎座『菅原伝授手習鑑』の車引の舎人杉王丸ほかで四代目中村歌昇を襲名。
- 2013年（平成25年）　オンワード樫山のメンズブランド「五大陸」のアンバサダーの一人に選ばれる[4]。
- 2014年（平成26年）10月　山田流箏曲萩岡派四代目家元の萩岡松韻の次女・萩岡信乃と婚約[5]。
- 2015年（平成27年）3月　挙式・披露宴[6]。
- 2016年（平成28年）2月　第1子（長男）が誕生[7][8][9]。
- 2018年（平成30年） 重要無形文化財（総合認定）に認定され、伝統歌舞伎保存会会員となる[10]。
- 2022年（令和4年）　歌舞伎座「秀山祭九月大歌舞伎」第一部「寺子屋」において、長男が五代目中村種太郎、次男が初代中村秀乃介を名のり初舞台[11][12]。

## 出演

### テレビドラマ
- 下町ロケット 第8話 - （2015年12月6日 - 、TBS） - 研修医・葛西 役[13]

### 映画
- 犬、回転して、逃げる（2023年3月17日、アイエス・フィールド）[14]
- おまえの罪を自白しろ（2023年10月20日、松竹）[15]

## 受賞歴
- 国立劇場特別賞（1998年・2001年・2007年）
- 国立劇場奨励賞（2006年・2008年）